# فریتس شواب
فریتس شواب (انگلیسی: Fritz Schwab; ۳۱ دسامبر ۱۹۱۹ – ۲۴ نوامبر ۲۰۰۶) ورزشکار دو و میدانی اهل سوئیس بود.